# LFG Roland D.I
L'LFG Roland D.I, identificato più semplicemente anche come Roland D.I, era un aereo da caccia monoposto biplano sviluppato dall'azienda aeronautica tedesco imperiale Luft-Fahrzeug-Gesellschaft mbH (LFG) negli anni dieci del XX secolo e prodotto, oltre che dalla stessa, su licenza dalla Pfalz-Flugzeugwerke.
Derivato dall'LFG Roland C.II biposto, del quale riproponeva la tecnica costruttiva che contraddistinguerà tutte le prime produzioni dell'azienda tedesca, prestò servizio principalmente nei reparti da caccia (Jasta) della Luftstreitkräfte, la componente aerea del Deutsches Heer (l'esercito imperiale tedesco), nelle prime fasi della prima guerra mondiale.
Come il suo predecessore, era caratterizzato da una affusolata fusoliera che ricordava la forma di un pesce e che occupava l'intero spazio tra le ali, e come il C.II, battezzato dai suoi equipaggi Walfisch (Balena), ricevette dai suoi piloti il soprannome di Haifisch (Squalo).

## Storia del progetto
All'inizio del 1916 l'Idflieg esortò le aziende aeronautiche nazionali a sviluppare i primi progetti di velivoli da caccia per sostituire i Fokker Eindecker, risultati molto efficaci nelle prime fasi del conflitto ma velocemente superati dai modelli avversari.
A questo scopo la Luft-Fahrzeug-Gesellschaft (LFG) avviò lo sviluppo di un modello basato sul precedente biposto armato Roland C.II riproponendo la sua tecnica costruttiva tecnologicamente molto avanzata indicata in lingua tedesca come Wickelrumpf e sviluppata dal suo direttore dell'ufficio tecnico Dipl.-Ing. Tantzen: la fusoliera era a struttura monoscocca, realizzata con un'impiallacciatura a spirale di due "strisce" di compensato avvolte su metà struttura, una soluzione tecnica che garantiva maggiore resistenza, minore pesantezza ed un ottimo livello di malleabilità. L'azienda aveva valutato che lo svantaggio di un maggior costo di produzione ed una continua manutenzione per la tendenza del materiale a deteriorarsi con l'umidità era compensato dalla qualità del prodotto, e la longevità, rapportata al periodo, dei modelli realizzati con tale tecnica confermò tale convinzione.
Il nuovo modello risultava piuttosto simile al suo predecessore, monomotore in configurazione traente, velatura biplana e carrello d'atterraggio fisso, mantenendo l'impostazione della fusoliera, pur privandola del secondo abitacolo, sviluppata in altezza che andava a riempire completamente lo spazio tra i due piani alari, soluzione che al contrario dei biplani convenzionali, permetteva un'eccellente visuale verso l'alto ma che rendeva problematica la guida in fase di rullaggio, decollo ed atterraggio per l'impossibilità del pilota a vedere il terreno davanti al velivolo. A differenza del C.II le due ali erano collegate tra loro da una convenzionale doppia coppia, una per lato, di montanti anziché il singolo montante "ad I", soluzione adottata perché le due ali erano ritenute troppo fragili per la precedente soluzione; l'impennaggio aveva un diverso disegno, con i piani orizzontali che abbandonavano la pianta allungata per una dalle dimensioni ridotte. Convinta delle qualità del velivolo l'Idflieg nell'aprile 1916 sottoscrisse un ordine di fornitura per tre prototipi da avviare a prove di valutazione.
Il primo dei tre prototipi venne portato in volo per la prima volta nel luglio 1916 e, conclusa la serie di prove il mese successivo e valutato positivamente dalla commissione esaminatrice, avviato immediatamente alla produzione in serie con un contratto di fornitura per 60 esemplari più un secondo contratto per 20 unità da realizzare su licenza dalla Pfalz-Flugzeugwerke.
Sulla quantità di esemplari prodotti le fonti non sono concordi, citando 20, 50 o 60 unità realizzate, produzione interrotta a causa dell'incendio sviluppatosi dello stabilimento dell'azienda a Charlottenburg. La produzione Pfalz è attestata da alcune foto che ritraggono almeno un esemplare realizzato dall'azienda ed una in cui è presente il pilota collaudatore dell'azienda, il pioniere dell'aviazione Eugen Wiencziers, in posa davanti ad un Roland D.I.

## Impiego operativo
I Roland D.I iniziarono ad essere consegnati ai reparti operativi da caccia (Jasta) della Luftstreitkräfte nell'ottobre 1916 raggiungendo la quota massima di 12 velivoli schierati nel febbraio 1917, tuttavia l'inventario non riporta alcun esemplare in prima linea già dal giugno seguente. Risulta che almeno due esemplari fossero utilizzati durante tutto l'ultimo anno del conflitto come addestratori avanzati per i piloti destinati alla caccia.

## Varianti
Roland D.I
versione caccia "terrestre" equipaggiata con motori Mercedes D.III da 160 PS (118 kW).
WD
versione idrocaccia a scarponi.

## Utilizzatori
Bulgaria
- Aeronautica militare bulgara

 Germania
- Luftstreitkräfte
- Kaiserliche Marine